# Thelypteris straminea
Thelypteris straminea là một loài thực vật có mạch trong họ Thelypteridaceae. Loài này được Reed miêu tả khoa học đầu tiên.